# Coushatta (Luisiana)
Coushatta es un pueblo ubicado en la parroquia de Red River en el estado estadounidense de Luisiana. En el Censo de 2010 tenía una población de 1964 habitantes y una densidad poblacional de 220,69 personas por km².
Es el pueblo de origen del personaje ficticio Huell Babineaux, de las series televisivas Breaking Bad y Better Call Saul.

## Geografía
Coushatta se encuentra ubicado en las coordenadas 32°1′33″N 93°20′26″O / 32.02583, -93.34056. Según la Oficina del Censo de los Estados Unidos, Coushatta tiene una superficie total de 8.9 km², de la cual 8.65 km² corresponden a tierra firme y (2.79%) 0.25 km² es agua.

## Demografía
Según el censo de 2010, había 1964 personas residiendo en Coushatta. La densidad de población era de 220,69 hab./km². De los 1964 habitantes, Coushatta estaba compuesto por el 28.97% blancos, el 69.2% eran afroamericanos, el 0.41% eran amerindios, el 0.41% eran asiáticos, el 0.05% eran isleños del Pacífico, el 0.66% eran de otras razas y el 0.31% pertenecían a dos o más razas. Del total de la población el 1.37% eran hispanos o latinos de cualquier raza.